# تریس (۸-هیدروکسی‌کینولیناتو) آلومینیم
تریس(۸-هیدروکسی‌کینولیناتو)آلومینیم (به انگلیسی: Tris(8-hydroxyquinolinato)aluminium) با فرمول شیمیایی C۲۷H۱۸AlN۳O۳ یک ترکیب شیمیایی است. که جرم مولی آن ۴۵۹٫۴۳ g/mol می‌باشد. شکل ظاهری این ترکیب، پودر زرد است.